# Mamady Dianga
Mamady Dianga (Montreuil, Sena-Saint Denis, Francia, 10 de enero de 1989) es futbolista francés, de origen malí. Su posición es la de delantero centro y actualmente, tras estar sin equipo, ha fichado por el Club de Fútbol Villanovense de Segunda División B pero fue expulsado del equipo al marcharse sin comunicárselo a nadie y hasta ahora no ha vuelto a ponerse en contacto con nadie del club. Actualmente se encuentra en París sin equipo.

## Trayectoria
Su trayectoria deportiva comenzó en los equipos del As Beauvais y MUC 72 Le Mans. En la temporada 09/10 militó en el equipo filial de La Berrichonne de Châteauroux de la Ligue 2 francesa. En el verano de 2010 se compromete con el CD Castellón por una temporada. A pesar de conectar enérgicamente con la grada, su aportación al equipo fue discreta. A principios de marzo, con la temporada todavía en marcha, su contrato fue rescindido de mutuo acuerdo. y ser contratado por el Villanovense de 2ªB para la temporada próxima. 

## Internacional
Dianga debutó con la selección junior de Malí en el año 2006, durante un partido que les enfrentó al combinado de Burkina Faso.

## Clubes
| Club                        | País    | Temporadas  | Partidos | Goles |
| --------------------------- | ------- | ----------- | -------- | ----- |
| AS Beauvais Oise            | Francia | 2007 - 2009 |          |       |
| Le Mans B                   | Francia | 2008 - 2009 |          |       |
| Châteauroux B               | Francia | 2009 - 2010 | 18       | 10    |
| Club Deportivo Castellón    | España  | 2010 - 2011 | 20       | 4     |
| Club de Fútbol Villanovense | España  | 2011 - 2012 | 0        | 0     |
| UJA Maccabi                 | Francia | 2012 - 2013 | 1        | 0     |
| Red Star Montreuil          | Francia | 2013 - 2014 |          |       |
| Olympique Noisy-le-Sec      | Francia | 2014 - 2016 | 22       | 3     |
| Union Sportive d'Ivry       | Francia | 2016 - 2017 |          |       |
| Olympique Noisy-le-Sec      | Francia | 2017 - 2018 | 15       | 4     |